# 近衛基嗣
近衛 基嗣（このえ もとつぐ）は、鎌倉時代後期から南北朝時代にかけての公卿。左大臣・近衛経平の子。官位は従一位・関白、左大臣。

## 経歴
当時近衛家の系譜は父・経平の代で分裂しており、基嗣はその嫡流の座を従兄の経忠（経平の兄・家平の子）と争った。出世争いは年長の経忠が先んじ、元徳2年（1330年）、後醍醐朝で関白任官する（短期間で辞官）。基嗣はその後光厳朝で左大臣に至るが、正慶2年/元弘3年（1333年）、鎌倉幕府の滅亡、後醍醐天皇の重祚と前後して解任される。
建武政権で登用された経忠は政権崩壊後、光明朝で関白に任ぜられる（建武政権においては、関白は廃止されていた）が、吉野に脱出して南朝を打ち立てた後醍醐天皇の下に馳せ参ずる。京の朝廷は経忠を解任し、後任の関白に基嗣を任じた。基嗣は室町幕府の誕生に関白として立ち会い、辞官後も内覧として朝政に加わった。経忠の一家は南朝の衰微と共に没落し、以降近衛家は基嗣の子孫を嫡流として続いてゆく。

## 官職歴
- 正和4年8月20日（1315年9月19日） - 正和5年正月13日（1316年2月7日） 右近衛少将
- 正和5年正月13日（1316年2月7日） - 文保元年3月27日（1317年5月8日） 近江介
- 正和5年正月13日（1316年2月7日） - 元応2年3月24日（1320年5月3日） 右近衛中将
- 文保元年3月27日（1317年5月8日） - ? 近江権守
- 元応元年6月14日（1319年7月2日） - 元応2年3月24日（1320年5月3日） 権中納言
- 元応2年3月24日（1320年5月3日） - 嘉暦元年11月1日（1326年11月26日） 権大納言
- 嘉暦元年7月24日（1326年8月22日） - 嘉暦元年11月1日（1326年11月26日） 春宮大夫（量仁親王）
- 嘉暦元年11月1日（1326年11月26日） - 元徳2年2月26日（1330年3月16日） 内大臣
- 嘉暦2年7月16日（1327年8月3日） - 元徳元年9月26日（1329年10月19日） 左近衛大将
- 元徳2年2月26日（1330年3月16日） - 元徳3年正月30日（1331年3月9日） 右大臣
- 元徳2年3月22日（1330年4月10日） - 元弘元年9月20日（1331年10月22日） 東宮傅（量仁親王）
- 元徳3年2月1日（1331年3月10日） - 正慶2年5月17日（1333年6月29日） 左大臣
- 建武4年4月16日（1337年5月16日） - 建武5年5月19日（1338年6月7日） 関白（光明天皇）

## 位階歴
- 正和4年8月17日（1315年9月16日） 従五位上
- 正和4年8月20日（1315年9月19日） 正五位下
- 正和4年10月28日（1315年11月25日） 従四位下
- 正和4年12月15日（1316年1月10日） 従四位上
- 正和5年10月4日（1316年10月20日） 従三位
- 文保2年正月5日（1318年2月6日） 正三位
- 元応3年正月5日（1321年2月2日） 従二位
- 嘉暦2年3月24日（1327年4月16日） 正二位
- 建武5年正月5日（1338年1月26日） 従一位

## 系譜
- 父：近衛経平（1287-1318）
- 母：兵部卿 - 藤原公頼の娘
- 妻：後醍醐天皇の皇女
- 妻：藤井嗣実の娘
  - 男子：近衛道嗣（1333-1387）